# Rhynchites velatus
Espèce
Rhynchites velatus est une espèce d'insectes coléoptères appartenant à la famille des Attelabidae (ou des Rhynchitidae selon les classifications).